# Kecamatan Arjasa (distrikt i Indonesien, lat -8,11, long 113,76)
Kecamatan Arjasa är ett distrikt i Indonesien.   Det ligger i provinsen Jawa Timur, i den sydvästra delen av landet, 800 km öster om huvudstaden Jakarta.